# John D. Rockefeller Jr.
John Davison Rockefeller Jr. (ur. 29 stycznia 1874 w Cleveland, Ohio, zm. 11 maja 1960 w Tucson, Arizona) – amerykański przedsiębiorca i filantrop, który wydał 537 mln dolarów na projekty związane z edukacją, medycyną i kulturą oraz na cele charytatywne.

## Życiorys
Syn Johna D. seniora, założyciela Standard Oil Company, i Laury Spelman Rockefeller. Miał cztery siostry, z których jedna zmarła w dzieciństwie. W 1897 uzyskał tytuł Bachelor of Arts na Brown University, gdzie był członkiem stowarzyszenia Alfa Delta Pi, a potem został wybrany do Pi Beta Kappa.
9 października 1901 ożenił się z Abby Aldrich Greene, której ojciec Nelson W. Aldrich był senatorem z Rhode Island. Miał sześcioro dzieci, jedną córkę Abby i pięciu synów: John D. 3rd, Nelson A., Laurance S., Winthrop i Davida. Abby Aldrich Rockefeller zmarła w 1948. W dniu 15 sierpnia 1951, John ożenił się ponownie z Martą Baird Allen, pianistką i wdową po Arturze M. Allenie.
Wierzył, że fortuna którą odziedziczył powinna służyć dobru publicznemu. Zamiast kariery w biznesie poświęcił się działalności filantropijnej i obywatelskiej. Ukierunkowanej w stronę rozwoju ludzkiego dobrobytu oraz rozwoju koncepcji internacjonalizmu.
Po ukończeniu uniwersytetu zaczął pracować w biurze ojca przy Broadway 26 w Nowym Jorku, gdzie współpracował ściśle z ojcem i jego głównym doradcą Frederickiem T. Gatesem. Brał udział przy tworzeniu i rozwijaniu rodzinnych instytucji takich jak The Rockefeller Institute for Medical Research (1901; teraz The Rockefeller University), The Rockefeller Foundation (1913), Laura Spelman Rockefeller Memorial (1918). Zarzucano mu współodpowiedzialność za masakrę w Ludlow.
Zaraz po pierwszej wojnie światowej John D. Rockefeller Jr. był liderem przeciwników 12 godzinnego dnia pracy obowiązującego przez cały tydzień, w wielu branżach.
Był baptystą. Przez całe życie wspierał finansowo idee związane z rozwojem idei społeczeństwa międzynarodowego (ONZ). Dzięki jego pomocy możliwe było utworzenie w 1946 w zamku Bossey koło Genewy Bossejskiego Instytutu Ekumenicznego, pomyślanego jako centrum studiów wspierające działalność Światowej Rady Kościołów (ŚRK).